# Amik Kasoruho
Amik Kasoruho (ur. 20 listopada 1932 w Tiranie, zm. 4 maja 2014) – albański pisarz i tłumacz.

## Życiorys
Jako uczeń II klasy szkoły średniej został aresztowany i uwięziony przez albańskie władze komunistyczne z powodu antyrządowej propagandy; wydalono go również ze szkoły. Po wyjściu na wolność pracował w latach 1956–1962 jako robotnik w Elbasanie, Lushnji i w Kavajë. W 1962 roku został wraz z rodziną internowany w Gosë, gdzie pracował jako geometra w państwowym gospodarstwie rolnym (1962–1980) oraz przez rok jako robotnik budowlany. W latach 1981–1990 pracował w zawodzie technika budowlanego w przedsiębiorstwie NSHN w Durrës.
W 1990 roku wyemigrował do Włoch, gdzie przebywał przez 19 lat; zajmował się wówczas dziennikarstwem, dokonywaniem tłumaczeń oraz pisaniem książek. Tłumaczył na język albański dzieła autorstwa m.in. Luigiego Pirandello, Isabel Allende, Harolda Robbinsa, Patricka O’Briana oraz Johna Selby’ego.
Zmarł 4 maja 2014 roku z powodu choroby płuc.

## Życie prywatne
Jego ojciec Qemal został dnia 26 lutego 1951 roku rozstrzelany przez funkcjonariuszy Sigurimi w ramach egzekucji.

## Utwory
- Ikje nga trilli i perëndive[1]
- Midis qiellit dhe burgut[1]
- Një ankth gjysmëshekullor (1997)[1]
- Çmimi i një ëndrre (2000)[1]
- Lartësitë e stuhishme (2011)[3]

## Nagrody
W 1999 roku został laureatem nagrody we włoskim konkursie Eks & Tra dla pisarzy-imigrantów.
W 2000 roku otrzymał nagrodę Civitas - Arberia 2000 Calabria za prowadzenie arboreskiego czasopisma Katundi Ynë.